# Scheumann Stadium
O Scheumann Stadium é um estádio localizado em Muncie, Indiana, Estados Unidos, possui capacidade total para 22.500 pessoas, é a casa do time de futebol americano universitário Ball State Cardinals football da Universidade Estadual de Ball. O estádio foi inaugurado em 1967, o nome é em homenagem aos irmãos John B. e June M. Scheumann.